# Триндюк, Юрий Григорьевич
Юрий Григорьевич Триндюк (укр. Юрій Григорович Триндюк; род. 17 апреля 1968, Хмельницкий) — украинский политик. Бывший народный депутат Украины. Член ВО «Батькивщина», председатель Севастопольской городской организации с июля 2007 года.

## Биография
Юрий Триндюк родился 17 апреля 1968 году в городе Хмельницком, УССР.
С 1984 года после окончания средней школы № 16 в г. Хмельницком учился в Техническом училище г. Ленинграда.
В 1985—1987 гг. проходил военную службу в подразделениях ВДВ.
В 1988 году поступил в Прикарпатский национальный университет имени Василия Стефаника, по окончании которого в 1993 году получил диплом о высшем образовании по специальности «учитель истории».
В 1993—1994 гг. — работал менеджером ООО «Диалог» в г. Хмельницком.
В 1994 году создал фирму ООО «ЮРЭКС».
В 1995—2002 гг. — работал в ООО «Зарево Экспо».
В 2002 году основал ООО «Хлебные инвестиции», где был почётным президентом до 2006 года. Под его руководством пять предприятий хлебной отрасли были объединены в холдинговую компанию «Хлебные инвестиции».
В том же 2002 году поступил в Университет государственной фискальной службы Украины. В 2006 году получил диплом бакалавра по правоведению.
Апрель 2002 года — кандидат в народные депутаты Украины по избирательному округу № 189 Хмельницкой области, самовыдвиженец. «За» 14,03 %, 2 из 11 претендентов. На время выборов: учредитель ООО «Заграва Экспо», председатель наблюдательного совета ЗАО «Белогорский комбинат хлебопродуктов», беспартийный.
Народный депутат Украины V созыва с 25 мая 2006 года по 15 июня 2007 года от «Блока Юлии Тимошенко», № 84 в списке. Во время выборов: президент ООО «Хлебные инвестиции» (г. Севастополь), член ВО «Батькивщина». Член фракции «Блок Юлии Тимошенко» (с мая 2006). Член Комитета по бюджету (с июля 2006). 15 июня 2007 года досрочно прекратил свои полномочия во время массового сложения мандатов депутатами-оппозиционерами с целью проведения внеочередных выборов в Верховную Раду Украины.
Народный депутат Украины VI созыва с 23 ноября 2007 года до 12 декабря 2012 года от «Блока Юлии Тимошенко», № 84 в списке. На время выборов: временно не работал, член ВО «Батькивщина». Член фракции «Блок Юлии Тимошенко» (с ноября 2007). Член Комитета по бюджету (декабрь 2007 — январь 2008), председатель подкомитета по вопросам государственного долга и финансирования государственного бюджета Комитета по бюджету (с января 2008).
Сохранил свой бизнес в Севастополе после присоединения города к России.
Награждён орденом «За Заслуги» III степени.